# Peter Schuldt
Peter Schuldt (* 25. September 1953 in Hamburg) ist ein deutscher Chorleiter, Komponist und Musikpädagoge. Er gründete und leitet den Hamburger Jugendchor Gospel Train und arbeitete bis 2020 als Projektleiter für das Chorprojekt The Young ClassX.

## Leben
Peter Schuldt wuchs in Hamburg-Finkenwerder auf und nahm eine Ausbildung zum Industriekaufmann auf. Gegen den Willen seines Vaters versuchte sich Schuldt als Jugendlicher heimlich an mehreren Instrumenten. Er erlernte das Gitarrenspiel zunächst autodidaktisch. Mit etwa 20 Klavierstunden Erfahrung gelang ihm im Sommer 1977 die Aufnahme an der Hochschule für Musik und Theater in Hamburg. Er studierte elf Semester Musik auf Lehramt mit dem Hauptfach Klavier. Weitere Fächer waren Deutsch, Erziehungswissenschaft und Grundschulpädagogik. An der Hochschule sang er unter anderem im Hochschulchor. Im Alter von 20 Jahren wurde Schuldt Chorleiter des Männerchors Liedertafel Harmonie von 1865 in Hamburg-Finkenwerder.
1988 begann Peter Schuldt seine Tätigkeit als Studienrat mit den Fächern Musik und Sport an der Goethe-Schule Harburg. Dort gründet er zwei Unterstufenchöre und einen Mittelstufenchor. Aus diesem entstand unter der Leitung von Schuldt 1999 der internationale Jugendchor Gospel Train. Der bundesweit agierende Chor hat zahlreiche Preise gewonnen. Er wurde unter anderem mit dem Hamburger Bildungspreis und dem Hamburger Integrationspreis ausgezeichnet. Chorleiter Peter Schuldt arrangiert die gesungenen Lieder und hat mit dem Jugendchor sechs Musik-CDs veröffentlicht. An der Goethe-Schule Harburg entwickelte Schuldt neben seiner Arbeit als Chorleiter auch sieben Schüler- und Kindermusicals. Aufgrund der Erfolge des Chors und der Musicals wurde der Stadtteilschule 2005 der Titel Pilotschule Kultur in Hamburg verliehen.
Peter Schuldt baute ab 2007 als Modulleiter und Projektleiter bei der Behörde für Schule und Berufsbildung den Chorbereich beim Musikprojekt The Young ClassX auf. Dort betreute er in Hamburg bis 2020 etwa 3000 Kinder und Jugendliche aus mehr als 50 Chören.
Für seine Arbeit wurde Schuldt 2016 das Bundesverdienstkreuz am Bande verliehen. Er lebt zusammen mit seiner Frau in Hamburg-Finkenwerder. Peter Schuldt hat drei Kinder.

## Auszeichnungen
- 2007: Harburger Musikpreis[15]
- 2010: Melvin Jones Fellow der Lions Club International Foundation[15]
- 2015: Finkenwerder Apfel, Preis des Kulturkreises Finkenwerder[16]
- 2016: Bundesverdienstkreuz am Bande[14]
- 2018: Harburg Teller des Bezirks Hamburg-Harburg[17]
- 2018: Bürgerpreis des Bezirks Hamburg-Mitte[18]